# Mont Besar
El mont Besar (en indonesi: Gunung Besar, que significa: Gran muntanya) és un estratovolcà que es troba al sud-est de Sumatra, a Indonèsia. S'eleva fins als 1.899 msnm. Al cràter s'hi pot veure un dipòsit de sofre. Al vessant nord-sud-oest hi ha un gran camp de fumaroles anomenat Marga Bayur. El 1940 es va produir una erupció freàtica en un dels quatre camps de fumaroles